# Franjo Majdandžić
Franjo Majdandžić (Ivanjska kod Banja Luke, 4. travnja 1934. - Zagreb, 29. studenoga 2020.), doktor elektrotehnike.

## Životopis
Diplomirao je 1965. godine, a magistrirao 1975. na Elektrotehničkom fakultetu u Ljubljani, smjer energetika. Doktorirao je na Fakultetu elektrotehnike i računarstva u Zagrebu 1990. na temu "Matematički model funkcije zastoja u analizi pouzdanosti, raspoloživosti I efikasnosti nadzemnih radova" pod voditeljem prof. dr. sc. Vladimirom Mikuličićem.
Do 1992. godine radio je u Banjoj Luci, u obrazovnim institucijama i elektroprivredi. Bio je professor na "Elektrotehničkoj školi Nikola Tesla" u Banjoj Luci. Radio je u "Elektrokrajini Banja Luka" na poslovima rukovođenja pogona: izgradnja, projektiranje i održavanje elektroenergetskih mreža i postrojenja. Obnašao je funkciju rukovoditelja znanstveno istraživačkog poduzeća "Institut zaštite Banja Luka", gdje je obavljao i poslove glavnog urednika znanstveno-istraživačkog časopisa Zaštita I unapređenje čovjekove okoline.
Na Fakultetu elektrotehnike, računarstva i informacijskih tehnologija Osijek (tada Elektrotehnički fakultet Osijek) radio je od 1992. do 2002. godine, kada odlazi u mirovinu. U nastavnom znanju docent, predavao je na Fakultetu nekoliko predmeta iz područja elektroenergetike: El. sklopni aparati, Sklopni aparati, Elektroenergetska postrojenja, Tehnika visokog napona, Rasklopna postrojenja, El. Instalacije i rasvjeta.
Autor je knjige Niskonaponske mreže u elektroprivredi (1983.), udžbenika Uzemljivači i sustavi uzemljenja (2004.) Ove knjige koriste ne samo studenti već inženjeri i projektanti s područjima Hrvatske, Slovenije i Bosne i Hercegovine.  Autor je i niza znanstvenih i stručnih radova. Bio je voditelj dva međunarodna projekta iz područja održavanja i upravljanja elektroenergetskih postrojenja, preko dvadeset domaćih projekata iz područja racionalne potrošnje električne energije i šesnaest projekata iz područja zaštite i unapređenja životne i radne sredine.
Bio je i društveno-politički aktivan: zastupnik u Narodnoj skupštini Republike Srpske od 1997. do 1999. godine, kao i zastupnik u Zastupničkom domu parlamentarne skupštine Bosne I Hercegovine od 2000. do 2002. godine.

## Nagrade
Dobitnik je znanstvene nagrade – priznanja "Univerziteta Đuro Pucar Stari" u Banja Luci za znanstveno istraživački rad 1987. godine iz područja zaštite I unapređivanja životne i radne sredine.
Kao osnivač i rukovoditelj tvrtke Tehnički servis d.o.o., Zagreb, nominiran je više puta za Zlatnu knjigu najuspješnijih hrvatskih poduzetnika.